# UZ-Baureihe ДЭ1
Die Lokomotiven der UZ-Baureihe ДЭ1 (DE1) der Ukrsalisnyzja (UZ) sind breitspurige (1520 mm) Elektrolokomotiven für Eisenbahnstrecken mit Gleichstrom. Sie wurden als Ersatz für die SŽD-Baureihe ВЛ8 in der Elektrolokomotivenfabrik Dnipropetrowsk entwickelt und von 1995 bis 2008 produziert.

## Geschichte

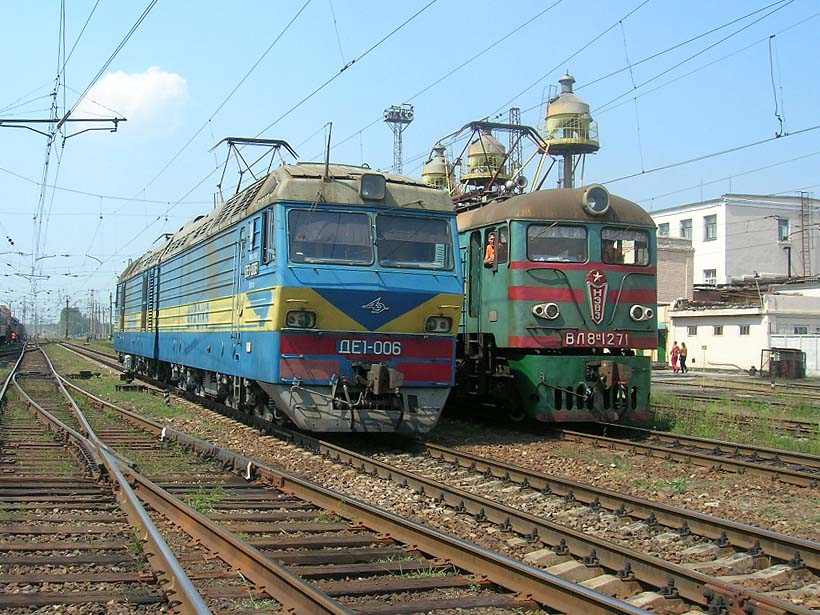
ДЭ1.006 neben einer ВЛ8

In den 1990er Jahren stand bei der Ukrsalisnyzja der Ersatz der SŽD-Baureihe ВЛ8 an, die zu der Zeit bei den Eisenbahnen in Russland schon außer Dienst gestellt waren. In der Ukraine fuhren diese Lokomotiven noch Güterzugleistungen bei der Donezka Salisnyzja und bei den Eisenbahnen in der Oblast Dnipropetrowsk. Deshalb entwickelte die Elektrolokomotivenfabrik Dnipropetrowsk eine neue Elektrolokomotive.
Die beiden Versuchslokomotiven ДЭ1.001 und ДЭ1.002 besaßen einige Elemente, die bei den Serienlokomotiven ersetzt wurden. Nach einigen Jahren Betrieb wurden sie auf Grund des hohen Verschleißes ausgemustert. Bis 2008 wurden insgesamt 40 Elektrolokomotiven hergestellt.

## Konstruktion

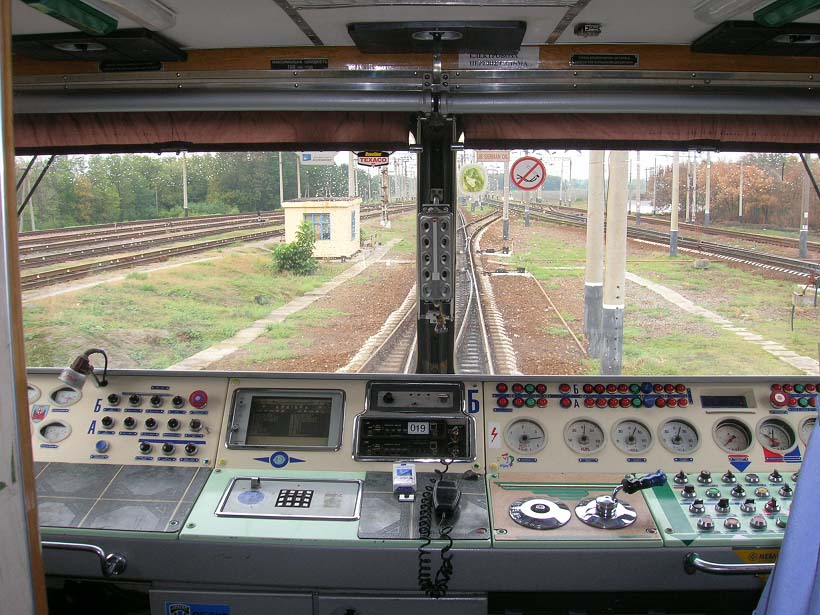
Kabine der ДЭ1, gesamte Ansicht

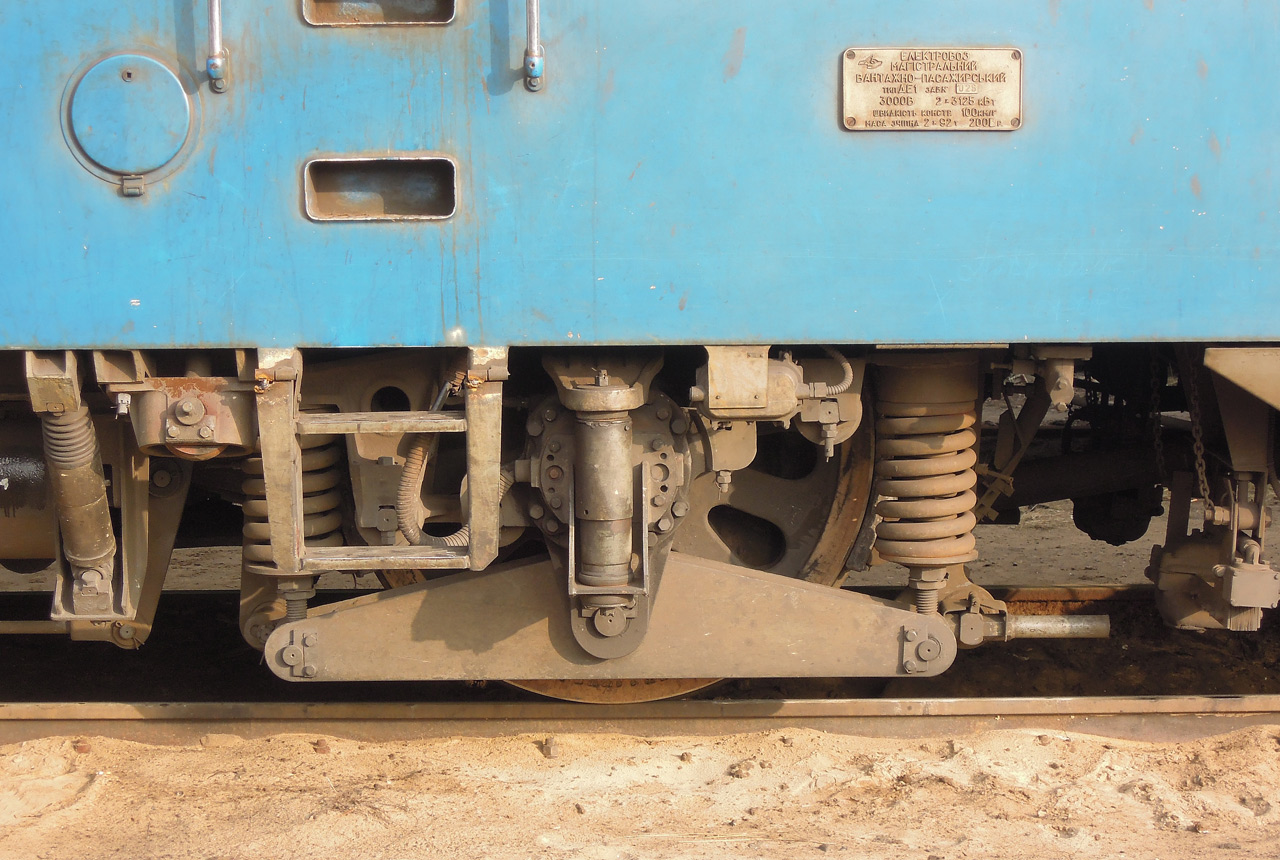
Ansicht des ersten Radpaares der ДЭ1

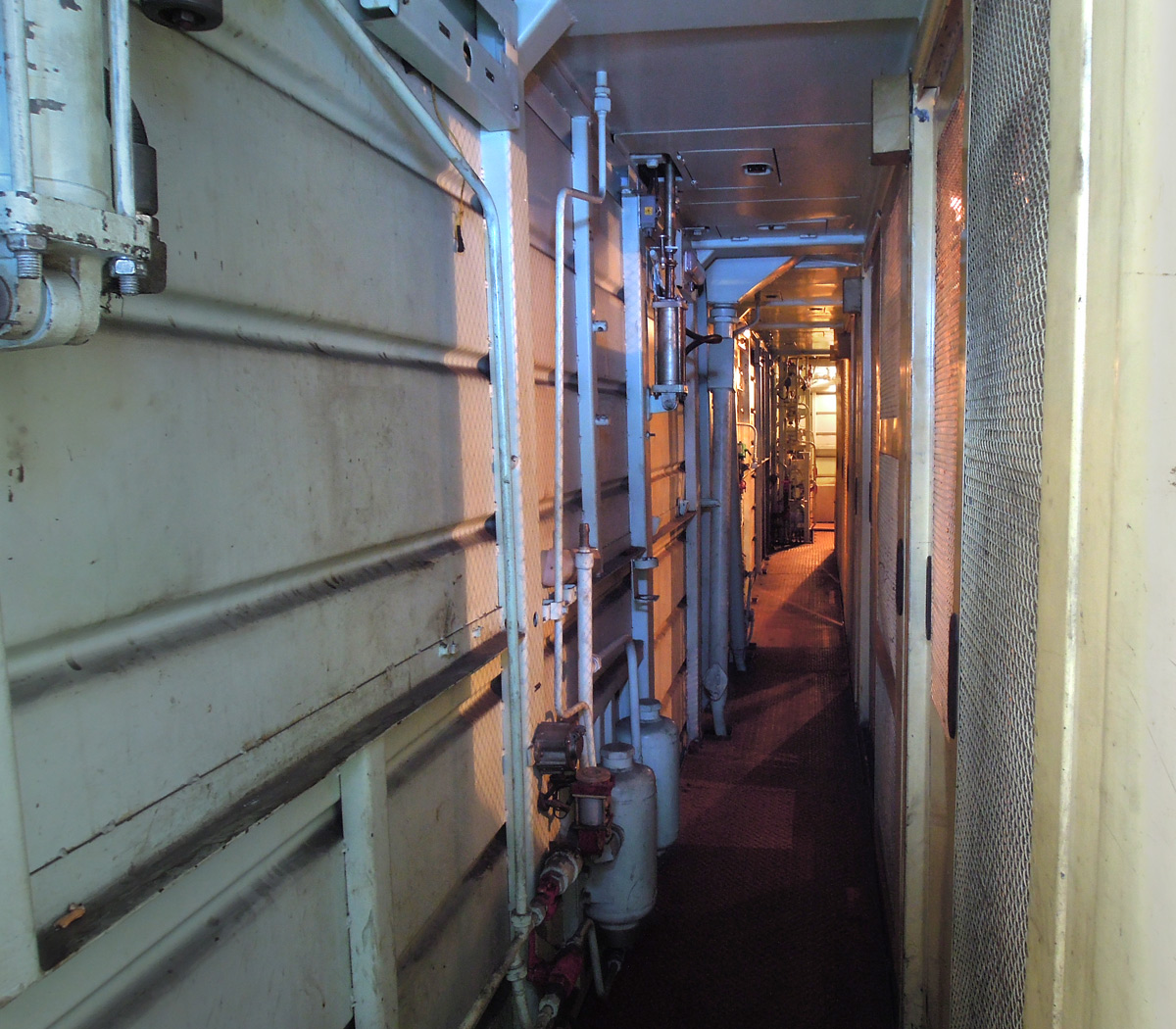
Längsdurchgang des Maschinenraumes an der Seitenwand des Kastens der ДЭ1

Die Elektrolokomotive ДЭ1 besteht aus zwei gleichen Sektionen, die mit einer einheitlichen SA-3-Mittelpufferkupplung verbunden sind. Der Kasten der Lokomotive ist ganzmetallisch mit einem tragenden Rahmen. Die Drehgestelle sind zweiachsig ausgeführt, die von der SŽD-Baureihe ЧС4 abgeleitet wurden. Die Achslagerung ist ähnlich der SŽD-Baureihe ЧС4, über zwei Schraubenfedern, die nach unten mit dem Ende der Ausgleichsstange verbunden sind. Dies war die Standardaufhängung der Achsen der Elektrolokomotivenfabrik Dnipropetrowsk, z. B. der ДС3. Auf dem Dach der Lokomotive sind im vorderen Teil der Sektion  die Bremswiderstände mit der Bezeichnung ПТР (deutsch PTR), im hinteren Teil die Einholmstromabnehmer und die Hauptluftbehälter angeordnet. Auf vielen Lokomotiven wurden die Einholmstromabnehmer durch solche der Bezeichnung П-5 (deutsch P-5) ersetzt; diese wurden bei der SŽD-Baureihe ВЛ8 verwendet.
Die Steuerung der Fahrmotoren geschieht über eine Widerstandssteuerung mit insgesamt drei Regulierungsmethoden: durch die Änderung der Widerstände, durch die Änderung der Spannung (und Einschluss der Fahrmotoren in unterschiedliche Verbindungen) und durch die Änderung der Erregerspannung. Die acht 1500-V-Fahrmotoren sind Gleichstromfahrmotoren, von denen zwei im Drehgestell in Reihenschaltung miteinander verbunden sind. Bei Defekt eines Fahrmotors in der Gruppe muss die gesamte Gruppe mit einem Gruppen-Umschalter mit pneumatischem Antrieb abgeschaltet werden, der am Pult des Hilfsmaschinisten angeordnet ist. Für die Änderung der Bewegungsrichtung der Elektrolokomotive ist ein Umkehrschalter vorhanden.
Die Gruppen der Fahrmotoren können untereinander in Reihenschaltung (Serie, S), Reihenschaltung–Parallelschaltung (SP-Verbindung) und Parallelschaltung (P) über Ventilsteuerung verbunden werden. In der Reihenschaltung gibt es 23 Widerstands-Positionen, die 24. ist die Dauerfahrstufe. Die Fahrpositionen der SP-Verbindung sind die bis zur Fahrstufe 40 und bei der P-Verbindung die bis zur Fahrstufe 56. Die Umschaltung zwischen den Widerständen geschieht durch individuelle Kontakte, die Umschaltung der Verbindung erfolgt durch den Gruppen-Umschalter.
Die Lokomotive besitzt eine Widerstandsbremse und eine Rekuperationsbremse. In beiden Fällen werden die Wicklungen der Anregung der Fahrmotoren von dem statischen Wandler gespeist, der vom Anker abgenommene Motorstrom wird bei der Widerstandsbremse an die Bremswiderstände gegeben und in Wärme umgewandelt, bei der Rekuperationsbremse wieder in die Fahrleitung zurückgespeist. Im Bremssystem sind die Fahrmotoren ebenfalls in den drei Verbindungen geschaltet. Die Bremswiderstände besitzen eine Luftkühlung, ihre Drehzahl ist abhängig vom Strom über die Bremswiderstände. Das schützt diese vor Überhitzung bei Dauerbelastung der Widerstandsbremse. Für die Umschaltung zwischen dem Kraft- und dem Bremsstrom ist ein Umschalter vorhanden, seine Konstruktion ist analog der Umschaltung und Abschaltung der Fahrmotoren.
Auf jeder Sektion der Lokomotive sind zwei zentrifugale Motor-Ventilatoren vorhanden, jeder von ihnen wird für die Fahrmotoren eines Drehgestelles verwendet. Der Antrieb der Motor-Ventilatoren ist noch als Hochspannungs-Gleichstrommaschine ausgebildet. Die Motorventilatoren besitzen drei Drehzahlbereiche: niedrig, mittel und hoch; diese sind für die Schaltung der Fahrmotoren in den Stellungen S, SP und P abgestuft. Für die Versorgung mit Druckluft ist in jeder Sektion ein Kompressor mit der Bezeichnung ПК-5,25 (PK-5,25) vorhanden. Dieser Kompressor ist analog der Industrieversion der Diesellokomotive ТЭМ7 und den Dieselloks ТГМ6 und ТЭП70; sie werden ebenfalls von Hochspannungs-Gleichstrommaschinen angetrieben.
Die Speisung der Steuerung und der Beleuchtung wird mit 50 V ebenso wie die Erregerwicklungen der Traktionsfahrmotoren bei der elektrischen Bremse durch einen statischen Halbleiter-Wandler sichergestellt, der von dem Kontaktnetz gespeist wird (bei den Elektrolokomotiven ДЭ1.001–016 wurde noch ein Elektromaschinenwandler verwendet). Der Schutz der Hochspannungsausrüstung jeder Sektion geschieht durch Schnellabschalter der Firma Sécheron.

## Betrieb

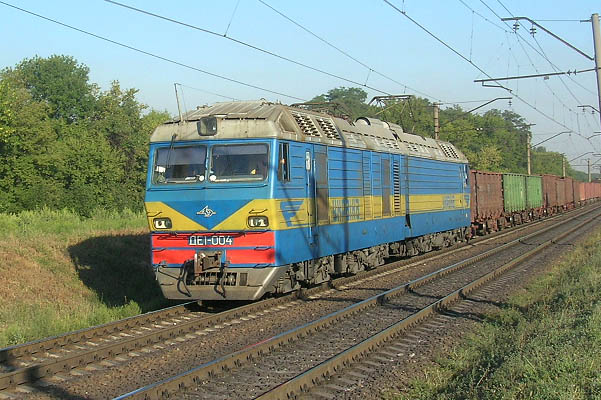
ДЭ1.004 mit Zug bei Kamjanske

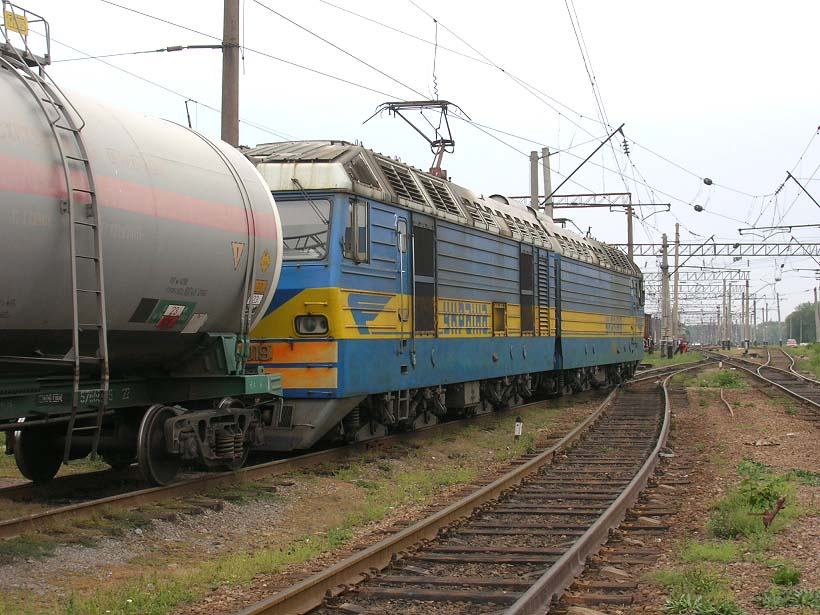
ДЭ1.019 mit Zug in der Oblast Dnipropetrowsk

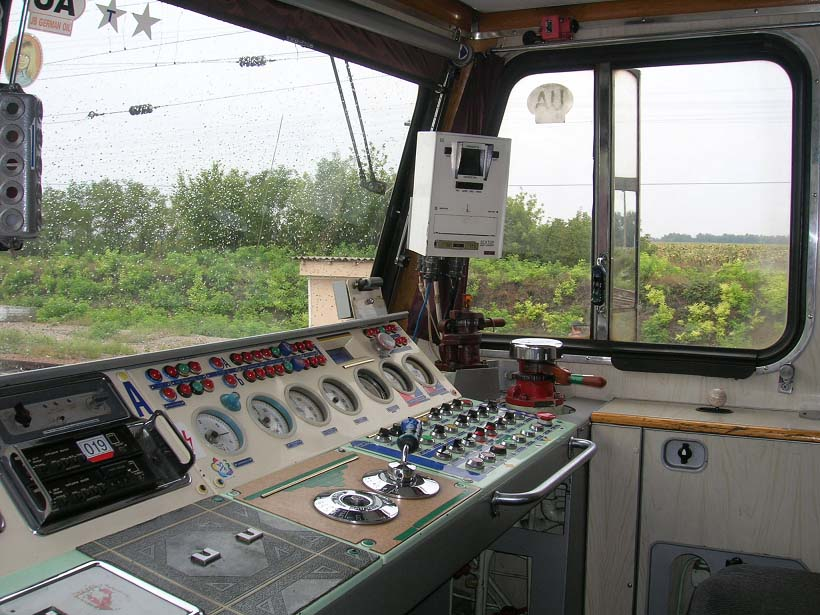
Arbeitsplatz des Lokführers bei der ДЭ1

Im August 2007 waren die Elektrolokomotiven der Reihe ДЭ1 zu gleichen Teilen zwischen den Depots Нижнеднепровск (Nischnedneprowsk, im Raum Dnipro) der Eisenbahnen in der Oblast Dnipropetrowsk und Krasnyj Lyman der Donezka Salisnyzja aufgeteilt. Früher waren die Lokomotiven fest an die Lokführerbrigaden gebunden, was ihre Kontrolle und Überwachung erleichterte, nunmehr kann jede Lokführerbrigade theoretisch jede Lokomotive fahren.
Die Lokomotiven besitzen die Neigung zum Schleudern und sind bei der elektronischen Einrichtung unzuverlässig. Im Resultat kommt es öfter zur Überladung der Fahrmotoren. Im Extremfall kann es dabei bis zur Zerstörung der Fahrmotoren im Schleuderfall kommen, wie es bei der Elektrolokomotive ДЭ1.024 auf der Station Krasnyj Lyman der Donezka Salisnyzja passierte.